# Casper von Folsach
Casper Michael von Folsach (nascido em 30 de março de 1993) é um ciclista de pista dinamarquês.
Folsach foi um dos atletas que representou a Dinamarca nos Jogos Olímpicos de 2012, em Londres, onde terminou em quinto lugar na prova de perseguição por equipes.